# Martin Heesch
Martin Heesch (* 27. Juli 1964 in Herrsching am Ammersee) ist ein deutscher Schauspieler und Regisseur.

## Leben
Nach Abitur und Zivildienst lernte Heesch 1985/86 in Frankreich an der École de mime et clown und machte anschließend an der Theaterakademie Spielstatt Ulm seine Schauspielausbildung, die er mit Diplom abschloss. Er arbeitete an verschiedenen Theatern sowie für Film und Fernsehen. Auf der Bühne verkörperte er unter anderem Capulet in Romeo und Julia und Möbius in Die Physiker. Im Kino sah man ihn als Paul in Schlafes Bruder und als Schlüsselmann in Drei Herren. Er spielte Episodenrollen in diversen Fernsehserien, darunter Tatort, Verliebt in Berlin, Balko, Kommissar Rex und Hinter Gittern – Der Frauenknast.
Heesch spielte Theater in Ulm, München, Berlin und in den 1990er Jahren viel in Österreich – unter anderem am Wiener Theater Brett. Seit 2004 gehört Heesch dem Ensemble Weinkörper an, seit 2005 auch dem Ensemble Limited Blindness. Seit 2008 inszeniert er Bühnenstücke mit Laien für den Greizer Theaterherbst. Für dieses Festival ist er seit 2015 der Künstlerische Leiter.

## Nachweise
1. ↑  Repertoire des Theater Brett 1984ff. (Memento des Originals vom 12. Februar 2015 im Internet Archive)  Info: Der Archivlink wurde automatisch eingesetzt und noch nicht geprüft. Bitte prüfe Original- und Archivlink gemäß Anleitung und entferne dann diesen Hinweis. gesichtet am 12. Februar 2015
2. ↑  Homepage des Greizer Theaterherbst (Memento des Originals vom 12. Februar 2015 im Internet Archive)  Info: Der Archivlink wurde automatisch eingesetzt und noch nicht geprüft. Bitte prüfe Original- und Archivlink gemäß Anleitung und entferne dann diesen Hinweis., gesichtet am 12. Februar 2015